# Tejolocachi
Tejolócachi es una localidad en el municipio de Matachí, Chihuahua, México.
Es la cabecera seccional de este municipio con una población de 670 habitantes. De esta comunidad se derivan varias localidades como Chihuahuita, Rancho Blanco y La Estación divididas por el rio Papigochi. 

## Gobierno
Cuenta con un presidente seccional quien es elegido a través del organismo interno de elecciones del municipio, dicho organismo es encabezado por el secretario del H. Ayuntamiento Municipal. ver -PRESIDENTES SECCIONALES DE TEJOLOCACHI-

## Sitios de interés
La comunidad cuenta con paisajes como los de la presa derivadora de Tejolocachi, las cuevas de Santa Rosa, el 50, el gallo, el Cerro de Don Higinio, entre otros. También cuenta con un templo dedicado a San Miguel Arcángel que data de 1875.